# Fröbelstugan
Fröbelstugan var en barnträdgård i Norrköping, som var den första socialt och pedagogiskt inriktade folkbarnträdgården i Sverige, en allmännyttig inrättning med pedagogisk verksamhet efter Friedrich Fröbels 
pedagogiska och filosofiska idéer. Den var inriktad på barn på mellan fyra och sju år från arbetarhem, och öppnades i april 1904 i Norrköping av systrarna Maria Moberg och Ellen Moberg. Fröbelstugan tog emot 40 barn och hade öppet tre timmar om dagen. Den hade en låg eller ingen avgift och stöddes ekonomiskt av en för ändamålet bildad förening.
Systrarna Ellen och Maria Moberg hade redan hösten 1899 i blygsam skala öppnat en privat kindergarten i föräldrahemmet på Skolgatan 18 i Norrköping, där de tog emot ett tiotal barn till bemedlade föräldrar. Denna första privata kindergarten hade slagit väl ut, och de utvidgade verksamheten 1902 med utbildning av ett antal barnträdgårdsledare. År 1904 följde Fröbelstugan för arbetarbarn, för vilken de fick disponera en sidobyggnad på skolgården till Moberg-Eggerska flickskolan vid Södra Promenaden. Denna kindergarten benämndes Fröbelstugan efter den tyske filosofen och pedagogen Friedrich Fröbel, som var den som myntat begreppet kindergarten och som 1837 grundat den första av detta slag i Bad Blankenburg i Thüringen i Tyskland. 
Friedrich Fröbels tankar om barnuppfostran var kärnan i systrarna Mobergs barnpedagogiska syn. Systrarna Moberg bildade Fröbelföreningen i Norrköping, vars huvuduppgift var att "genom barnträdgårdsverksamhet inom Norrköpings stad och därmed förbunden utbildning av barnträdgårds-ledarinnor söka främja uppfostran i förskoleåldern". De grundade också 1909 Fröbelinstitutet för utbildning av barnträdgårdsledarinnor, vilken också inrymdes i Moberg-Eggersta skolans fastighet.

## Bildgalleri

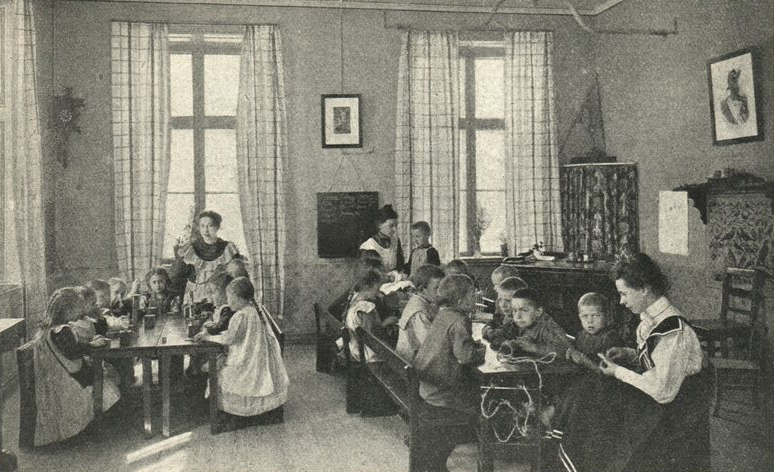
Två av avdelningarna
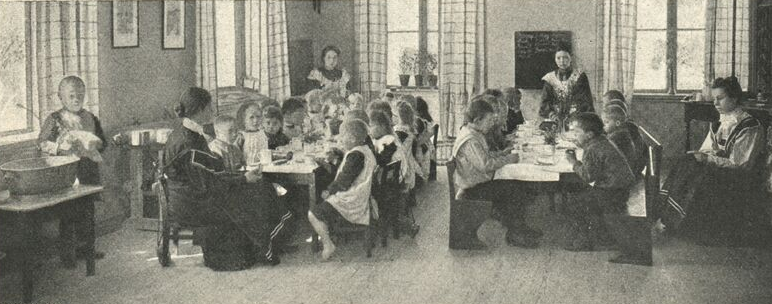
Frukost
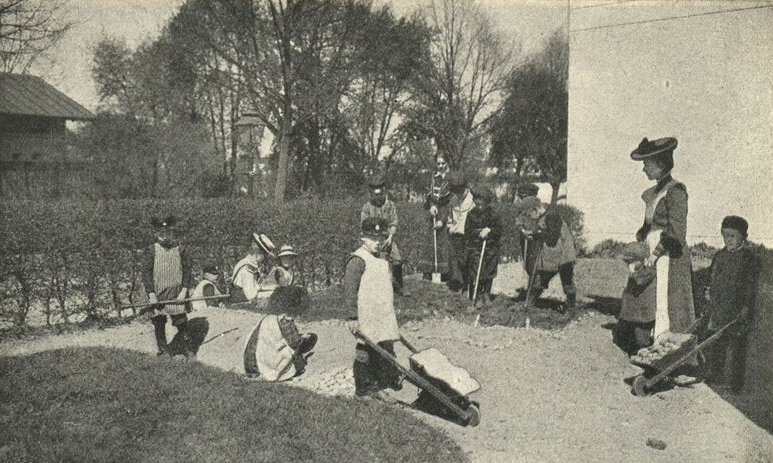
Trädgårdsarbete